# 高岡市立図書館
高岡市立図書館（たかおかしりつとしょかん）は、富山県高岡市に所在する公共図書館。中央、伏木、戸出、中田、福岡の5館で構成されている。

## 各館所在地
中央図書館
富山県高岡市末広町1-7 ウイング・ウイング高岡内
伏木図書館
富山県高岡市伏木湊町13-1
戸出図書館
富山県高岡市戸出町3丁目19-29
中田図書館
富山県高岡市下麻生1108 高岡市中田コミュニティセンター1階
福岡図書館
富山県高岡市福岡町大滝44 高岡市ふくおか総合文化センター（Uホール）2階

## 沿革
特筆の無い限り、高岡市立中央図書館の沿革とする。
- 1907年4月、坂下町の高岡高等小学校内に私立高岡図書館が開設され（設立は1906年3月26日[1]）、同年6月2日に開館。富山県内最初の本格的な私設図書館であった。
- 1910年7月15日（または、7月5日[2]）、高岡市立に切り替え、桜馬場の物産陳列館の1棟に移転。
- 1920年5月、伏木図書館設立。
- 1925年8月、古城公園内の旧高岡区裁判所跡に移転。
- 1943年4月、高岡市立高岡図書館に改称。
- 1948年、教育委員会の所管となる。
- 1949年7月、利屋町専福寺の私立仏子仏教幼稚園を借りて分館設置（1959年3月まで）。
- 1950年10月、高岡産業博覧会開催のため、館舎を撤去し、高岡市立定塚小学校、高岡市立成美小学校の一部を借りて業務を行う。
- 1951年10月16日、高岡産業博覧会テレビジョン館を新館舎とし、業務を開始。
- 1960年1月20日、福岡町立図書館が設立し、同年3月に開館[3]。
- 1963年、三八豪雪で館舎が崩壊。
- 1965年1月、市民会館隣（高岡古城公園二の丸）にて建設・開館した。
- 1971年4月、現在の『高岡市立中央図書館』と改称。
- 1995年3月、高岡市立新中央図書館建設基本計画策定委員会を設立し、改築に向けて動き出す。
- 1997年7月、福岡町立図書館が現在地へ移転[3]。
- 2004年4月6日、ウイング・ウイング高岡内に現在の中央図書館が開館[4]。

## その他
中央図書館には、『大橋越央子文庫』『広瀬暁堂文庫』が所蔵されている。また、2020年12月からは、高岡市出身の高峰譲吉の関連資料常設コーナー開設。